# NGC 559
NGC 559 (другое обозначение — OCL 322) — рассеянное звёздное скопление в созвездии Кассиопея. Открыто Уильямом Гершелем в 1787 году, описывается Дрейером как «яркое, довольно крупное и богатое звёздами скопление».
Скопление состоит из достаточно молодых звёзд, его возраст — 200–250 миллионов лет. Избыток цвета B–V, вызванный межзвёздным покраснением, примерно равен 0,8m при расстоянии до скопления в 1258 парсек.
Этот объект входит в число перечисленных в оригинальной редакции «Нового общего каталога».